# 勤務間インターバル
勤務間インターバル（きんむかんインターバル）とは、労働において、前日の終業時刻と翌日の始業時刻の間に一定時間の休息を確保することをいう。
労働者が十分な生活時間や睡眠時間を確保し、ワーク・ライフ・バランスを保ちながら働き続けることを可能にする制度であり、その普及促進を図る必要がある。例えば残業で遅くなった場合、翌日の始業時間を遅らせるというような運用が考えられる。

## 欧州連合
欧州連合の労働時間指令においては、24時間ごとに連続した11時間の休みを与えるよう規制している。

## 日本
平成30年7月24日に閣議決定された「過労死等の防止のための対策に関する大綱」の変更により、勤務間インターバル制度の周知や導入に関する数値目標を政府として初めて設定した。具体的な数値目標として「2020年までに、勤務間インターバル制度を知らなかった企業割合を20％未満とする。」「2020年までに、勤務間インターバル制度を導入している企業割合を10％以上とする。」とし、制度の推進として「助成金の活用や好事例の周知等を通じて、勤務間インターバル制度の普及、導入に向けた取組を推進。」「「勤務間インターバル制度普及促進のための有識者検討会」における検討結果を踏まえた取組を推進。」とした。
平成31年4月の改正法施行により、労働時間等の設定の改善に関する特別措置法の第2条において、事業主がその雇用する労働者の労働時間等の設定の改善を図るための責務として、「健康及び福祉を確保するために必要な終業から始業までの時間の設定」が新たに規定された。また第1条2項において同法の「労働時間等」の定義として、「終業から始業までの時間」が新たに加えられた。これらの法改正により、勤務間インターバルを事業主の努力義務としたものである。
厚生労働省の「令和5年就労条件総合調査」によれば、令和5年1月1日現在、勤務間インターバル制度の導入状況別の企業割合をみると、「導入している」が 6.0%（令和4年調査 5.8%）、「導入を予定又は検討している」が 11.8%（同 12.7%）、「導入予定はなく、検討もしていない」が 81.5%（同 80.4%）となっている。また1企業平均間隔時間は10時間20分（同 10時間22分）となっている。勤務間インターバル制度の導入予定はなく、検討もしていない企業について、導入予定はなく、検討もしていない理由（複数回答）別の企業割合をみると、「超過勤務の機会が少なく、当該制度を導入する必要性を感じないため」が 51.9%（令和4年調査 53.5%）と最も高くなっている。また、「当該制度を知らなかったため」の全企業に対する企業割合は 19.2%（同 17.1%）となっている。。

### 産業別の規制
自動車運送業においては自動車運転者の労働時間等の改善のための基準により、8時間の勤務間インターバル確保が義務付けられている。

### 導入事例
厚生労働省が示した資料によれば、法改正前から導入している企業として、ユニ・チャーム、本田技研工業、KDDI、フレッセイ、TBCグループが挙げられている。インターバルの時間数は、8~12時間の範囲で設定されることが多く、また実際にはトラブル発生などの緊急対応により、インターバルが取得できないようなケースの発生も想定し、例外的取り扱いを定めることもある。

### 時間外労働等改善助成金（勤務間インターバル導入コース）
働き方改革に取り組む上で、人材の確保が必要な中小企業事業主を支援する助成金制度が創設されている。
以下のいずれにも該当する事業主が支給対象となる。
- 労働者災害補償保険の適用事業主であること
- 中小企業事業主であること（「中小企業」の範囲は、労働基準法第138条でいう「中小事業主」の範囲と同一）
- 次のいずれかに該当する事業場を有する事業主であること
  - 勤務間インターバルを導入していない事業場
  - 既に休息時間数が9時間以上の勤務間インターバルを導入している事業場であって、対象となる労働者が当該事業場に所属する労働者の半数以下である事業場
  - 既に休息時間数が9時間未満の勤務間インターバルを導入している事業場

支給対象となる取組として、以下のいずれか1つ以上の実施が必要である。「研修」には、業務研修も含むが、原則としてパソコン、タブレット、スマートフォンは対象とならない。
1. 労務管理担当者に対する研修
2. 労働者に対する研修、周知・啓発
3. 外部専門家（社会保険労務士、中小企業診断士など）によるコンサルティング
4. 就業規則・労使協定等の作成・変更
5. 人材確保に向けた取組
6. 労務管理用ソフトウェアの導入・更新
7. 労務管理用機器の導入・更新
8. デジタル式運行記録計（デジタコ）の導入・更新
9. テレワーク用通信機器の導入・更新
10. 労働能率の増進に資する設備・機器等の導入・更新

支給額は、対象経費の合計額の75%（常時使用する労働者数が30名以下かつ、上記6~10の取組を実施する場合で、その所要額が30万円を超える場合の補助率は80%）である。ただし所定の上限額を超える場合は、上限額となる。